# Revista istorică română
Revista istorică română a fost o publicație trimestrială, care a apărut între 1931 și 1947 sub egida Institutului de Istorie Națională. A fost condusă la început de un comitet de direcție constând din fondatorii Gheorghe Brătianu, Nicolae Cartojan, Scarlat Lambrino, Petre P. Panaitescu, Constantin C. Giurescu, Alexandru Rosetti și George Matei Cantacuzino, direcția fiind preluată în 1940 de Giurescu. 
Revista istorică română a fost organul mișcării istoriografice cunoscute drept „Școala nouă”, care a apărut ca o reacție la generația veche, reprezentată în special de N. Iorga. Reprezentanții școlii noi criticau școala veche din punct de vedere metodologic și întăreau necesitatea tratării aspectelor sociale, economice și culturale în studiul istoriei. 
Enciclopedia istoriografiei române, apărută în 1978, aprecia că Revista istorică română „nu a urmat însă programul stabilit și s-a cufundat tot mai mult într-o istorie evenimențială, lipsită de semnificație”, apreciind însă buletinul bibliografic ținut de revistă, care a înregistrat producția istoriografică a intervalului de apariție.